# Festival
En festival er en begivenhed, hvor flere arrangementer (aktiviteter og begivenheder) med samme tema, kunstneriske område, genre eller af samme type, foregår over en begrænset periode, som eksempelvis en dag eller en uge, og på et begrænset område, det kan være i en by eller i en særlig bygning. Ved mange festivaler optræder kunstnere. Der findes festivaler for musik, kunst, litteratur, teater, mad og drikke.
Den største danske musikfestival er Roskilde Festival, mens den ældste er Skagen Festival – oprindeligt Skagen Visefestival.
Callisto Festivalen i Taastrup er en festival for børn.
Danmarks første festival for opera er Aalborg Operafestival.
Der findes også såkaldt ølfestivaler, hvor forskellige øl og bryggerier er repræsenteret. Mange middelaldermarkeder bliver også slået op som historiske festivaler.